# Aldabrachampsus
Aldabrachampsus es un género extinto de crocodiliano. Se trataba de un cocodrilo con prominencias similares a cuernos, cuyos restos incompletos fueron hallados en el atolón de Aldabra en el oeste del Océano Índico. Era un animal pequeño (quizás de 2 a 2.5 metros de largo) y vivió durante el Pleistoceno.
Debido a que es conocido de materiales fragmentarios, sus relaciones con los crocodilianos modernos no son claras. Parece haber sido un crocodílido, pero pudo haber sido cercano tanto a los cocodrilos africanos enanos (Osteolaemus) o a los cocodrilos verdaderos (Crocodylus).